# Kołaczek

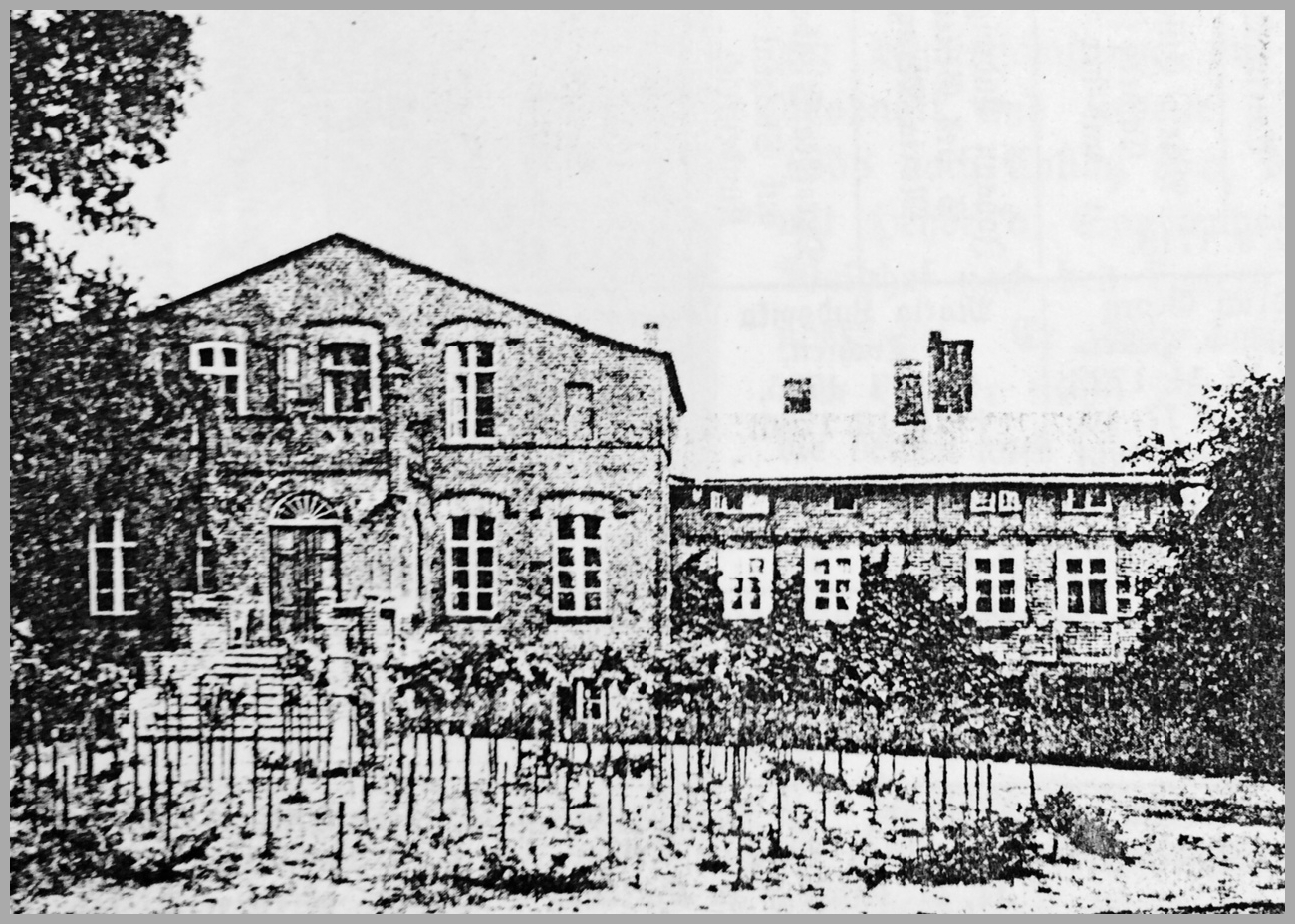
Neu Kollatz, ehem. Gutshaus (Erbaut um 1859)

Kołaczek (deutsch Neu Kollatz) ist eine Ortschaft  mit ca. 80 Einwohnern in der Landgemeinde Połczyn-Zdrój in Polen.

## Geographische Lage
Der Ort liegt acht Kilometer östlich von Połczyn-Zdrój im Powiat Świdwiński. 

## Geschichte
Kołaczek war früher ein Rittergut, das denen von Manteuffel gehörte und von der Familie als Gut auf dem ehemaligen Gelände des Landguts Kołacz im 19. Jahrhundert angelegt wurde. Von der ehemaligen Park- und Gutsanlage zeugen ein Backsteingebäude aus der 2. Hälfte des 19. Jahrhunderts, Reste eines Landschaftsparks sowie Ruinen der Wirtschaftsgebäude vom Ende des 18. Jahrhunderts. 1862 gehörte der Gutshof Wilhelm von Manteuffel, der gleichzeitig Eigentümer von Kołacz war. 1928 befand sich das Dorf im Besitz von Ewald von Manteuffel zu Kołacz. Schon immer war der Ort mit dem Dorf Kołacz (Kollatz) sehr eng verbunden.